# El sexto sentido
El Sexto Sentido е издаден през 2005 година и съдържа 12 композиции на испански и 3 на английски. В него са включени както невероятни балади, така и енергични поп парчета. Amor Prohibido е кавър на един от големите хитове на покойната певица Селена, а 24 000 Besos е кавър на италиански хит от 80-те. Най-успешен сингъл се оказва първият – Amar Sin Ser Amada, който достига 2 позиция в класацията на „Билборд“ за латино парчета. Този албум отново е продуциран от Естефано. El Sexto Sentido получава номинации за латино Грами, Билборд за латино музика и други.

## Песни
CD
1. Amar Sin Ser Amada
2. Seduccion
3. Un Sueno para Dos
4. Sabe Bien
5. 24.000 Besos (24.000 Baci)
6. Olvidame
7. No puedo vivir sin ti
8. Un Alma Sentenciada
9. No Me Voy a Quebrar
10. Loca
11. Empezar de 'O'
12. Amor Prohibido
13. You Know He Never Loved You
14. Seduction
15. A Dream for Two

DVD
1. El Mundo de Thalia [Documental Video]
2. Accion y Reaccion [Video]
3. Seduccion [Live from New York City]
4. Amar Sin Ser Amada [Behind the Scenes]

## Сингли
- Amar Sin Ser Amada / You Know He Never Loved You
- Un Alma Sentenciada
- Seduccion